# جيم غيليام
جيم غيليام (بالإنجليزية: Jim Gilliam) هو لاعب كرة قاعدة أمريكي، ولد في 17 أكتوبر 1928 في ناشفيل في الولايات المتحدة، وتوفي في 8 أكتوبر 1978 في إنغليووود في الولايات المتحدة.

## وصلات خارجية
- جيم غيليام على موقع دوري كرة القاعدة الرئيسي (الإنجليزية)
- جيم غيليام على موقعبيزبول رفرنس.كوم (الدوري الرئيسي) (الإنجليزية)
- جيم غيليام على موقعبيزبول رفرنس.كوم (الدوري الثانوي) (الإنجليزية)
- جيم غيليام على موقع جمعية أبحاث البيسبول الأمريكية (الإنجليزية)
- جيم غيليام على موقع إي إس بي إن.كوم (أم.أل.بي) (الإنجليزية)
- جيم غيليام على موقع مشجعي الرسوم البيانية (الإنجليزية)